# Hvalborg
"Hvalborg" er en dansk sang af det danske pop/rock-band Shu-bi-dua fra deres tredje album Shu-bi-dua 3 fra 1976. Under deres koncerter havde publikum for vane at smide kiks efter bandet, når de spillede sangen.

## Baggrund
Michael Hardinger kontaktede en dag Michael Bundesen, da han mente at han havde lavet en "fed melodi". De besluttede, at teksten til denne melodi skulle handle om en hval, da hvaldrab var meget i medierne på det tidspunkt. Hvalborg er faktisk Bundesens beskrivelse af den 30 meter lange papmachéhval, der hang på det daværende Zoologisk Institut på Københavns Universitet.

## Live
Sangen har været flittigt brugt ved liveoptrædener. Efter en koncert i Fredericia-hallen, hvor enkelte publikummer havde smidt kiks op på scenen, udtalte forsanger Michael Bundesen at "det er helt enestående med den interaktivitet" til en journalist. At kaste med kiks udviklede sig herefter til en tradition, når bandet nåede til sætningen "Og jeg fodrede dig med skidtfisk og kiks, jeg havde i lommen" i andet vers.

## I andre sammenhænge
I 2020 blev sangen sunget lørdag d. 11. april i programmet Morgensang på DR 1 med Phillip Faber i forbindelse med Corona-nedlukningen af Danmark.